# Helmi Krohn
Helmi Anni Krohn, född 31 oktober 1871 i Helsingfors, död där 18 oktober 1967, var en finländsk författare. Hon var dotter till Julius Krohn. 
Krohn utgav en lång rad biografiska arbeten, bland annat om stora gestalter inom den finska teaterns värld (Emilie Bergbom, Charlotta Raa-Winterhjelm och Emmy Achté), och även bland annat faderns biografi, några reseskildringar samt barn- och ungdomsböcker. Hon var 1891–1912 gift med språkforskaren E.N. Setälä.
Under ofärdsåren var Krohn aktiv inom Kvinnokagalen.